# Škopljak
 Škopljak  (olaszul: Scopliaco) falu Horvátországban, Isztria megyében. Közigazgatásilag Gračišćéhez tartozik.

## Fekvése
Az Isztriai-félsziget közepén, Pazintól 10 km-re keletre, községközpontjától 2 km-re északkeletre fekszik.

## Története
A településnek 1857-ben 162, 1910-ben 191 lakosa volt. Az első világháború után Olaszország része lett, majd a második világháborút követően Jugoszláviához csatolták. Jugoszlávia felbomlása után 1991-ben a független Horvátország része lett. Lakói főként mezőgazdasággal és állattartással foglalkoztak. 2011-ben 54 lakosa volt.

## Lakosság
| Lakosság változása | Lakosság változása | Lakosság változása | Lakosság változása | Lakosság változása | Lakosság változása | Lakosság változása | Lakosság változása | Lakosság változása | Lakosság változása | Lakosság változása | Lakosság változása | Lakosság változása | Lakosság változása | Lakosság változása | Lakosság változása |
| ------------------ | ------------------ | ------------------ | ------------------ | ------------------ | ------------------ | ------------------ | ------------------ | ------------------ | ------------------ | ------------------ | ------------------ | ------------------ | ------------------ | ------------------ | ------------------ |
| 1857               | 1869               | 1880               | 1890               | 1900               | 1910               | 1921               | 1931               | 1948               | 1953               | 1961               | 1971               | 1981               | 1991               | 2001               | 2011               |
| 162                | 168                | 167                | 174                | 174                | 191                | 0                  | 0                  | 205                | 187                | 149                | 122                | 86                 | 71                 | 71                 | 54                 |

## Nevezetességei
- Szent Mária Magdolna tiszteletére szentelt temploma a falu felett egy magaslaton áll. Négyszög alaprajzú épület, a déli oldalán sekrestyével. Homlokzata felett nyitott kis harangtorony áll, benne egy haranggal. Káplánja egykor a pićani püspökséghez tartozott. A templomtól szép kilátás nyílik a környező vidékre.
- Szent István első vértanú tiszteletére szentelt temploma a Mária Magdolna templomtól 500 méterre keletre a temetőben áll. Négyszög alapjatú épület, homlokzata előtt zömök, négy fiatornyos, gúla alakú kősisakos harangtoronnyal.